# Anders Nygren
Anders Nygren, né le 15 novembre 1890 à Göteborg et mort le 20 octobre 1978, est un évêque luthérien et enseignant suédois.

## Biographie
Anders Nygren fait ses études à l'université de Lund, devient pasteur à Göteborg de 1912 à 1920. En 1921 il soutient sa thèse L'a priori religieux et devient chargé de cours de philosophie de la religion à l'université de Lund jusqu'en 1924. Par la suite il y occupera la chaire magistrale de théologie systématique.
Il est un représentant du luthéranisme scandinave du XXe siècle. Ancien Président de la Fédération luthérienne mondiale.

## Ouvrage traduit en français
- Érôs et Agapè : la notion chrétienne de l'amour et ses transformations, Éditions Aubier, Éditions Montaigne, Éditions du Cerf